# Động đất Aïn Témouchent 1999
Động đất Aïn Témouchent 1999 (tiếng Ả Rập: زلزال عين تموشنت 1999) là trận động đất xảy ra vào lúc 18:36, ngày 22 tháng 12 năm 1999. Trận động đất có cường độ 5.6 richter, tâm chấn độ sâu khoảng 10 km. Hậu quả trận động đất đã làm 24 người chết, 175 người bị thương.